# استاد الصداقة والسلام
استاد الصداقة والسلام هو ملعب متعدد الاستخدام في العديلية في مدينة الكويت، الكويت. يستخدم حاليا لمباريات كرة القدم. يتسع الملعب ل16،000. استضاف الملعب نهائيات عدة لكلا كأس أمير الكويت وكأس ولي عهد الكويت. بالإضافة إلى ذلك، عقدت بطولاتين لكأس الخليج على هذا الملعب الأولى في عام 1990 في الكويت التي فازت باللقب الثاني في عام 2003، حيث أنهت البطولة في المركز السادس. تقام عليه البطولات والمباريات بين الأندية المحلية والإقليمية والقارية، ومزود بساعة إلكترونية بها شاشة تلفزيونية. يشتمل على مضمار لمسابقات ألعاب القوى. و يرجع سبب تسميته بهذا الاسم لأنه استضاف مباراة كرة القدم بين العراق وإيران بعد نهاية حرب الخليج الأولى في كأس الصداقة والسلام 1989.

## روابط خارجية
- معلومات الاستاد